# Pensowka
Pensowka (Пензовка, deutsch Louisenhof) war ein Ort in der russischen Oblast Kaliningrad (Gebiet Königsberg (Preußen)). Die Ortsstelle gehört heute zum Munizipalkreis Rajon Bagrationowsk (Stadtkreis Preußisch Eylau).

## Geographische Lage
Die Ortsstelle Pensowkas liegt östlich des Frisching (russisch Prochladnaja) im südlichen Westen der Oblast Kaliningrad, 19 Kilometer nördlich der einstigen Kreis- und heutigen Rajonshauptstadt Preußisch Eylau (russischBagrationowsk).

## Geschichte
Das frühere Louisenhof war einst ein Vorwerk zum ostpreußischen Gutsdorf Jesau (russisch Juschny) im Kreis Preußisch Eylau Louisenhof war ein Vorwerk und Wohnplatz zum Gut Jesau und zählte im Jahre 1910 elf Einwohner.
Als 1945 das gesamte nördliche Ostpreußen in Kriegsfolge an die Sowjetunion abgetreten wurde, war auch Louisenhof davon betroffen. Es wurde nun ein selbständiger Ort, der 1947 die russische Namensform „Pensowka“ bekam  und im gleichen Jahre in den Wladimirowski selski Sowet (Dorfsowjet Wladimirowo – Tharau) eingegliedert wurde. Doch nicht für lange Zeit wurde Louisenhof besiedelt, bereits viele Jahre vor 1969 war der Ort verlassen und wurde nicht mehr berücksichtigt. Er gilt heute als untergegangen.

## Religion
Louisenhof war bis 1945 in das evangelische Kirchspiel Jesau (Juschny) in der Kirchenprovinz Ostpreußen der Kirche der Altpreußischen Union eingepfarrt.

## Verkehr
Die Ortsstelle von Louisenhof resp. Pensowka ist über eine Landwegverbindung von Juschny aus zu erreichen.